# کریستین شایبلیخ
کریستین شایبلیخ (انگلیسی: Christine Scheiblich؛ زادهٔ ۳۱ دسامبر ۱۹۵۴) قایقران روئینگ اهل آلمان شرقی است. وی بین سال‌های ۱۹۶۸ تا ۱۹۷۸ میلادی فعالیت می‌کرد.
وی در مسابقات کشوری و بین‌المللی در مجموع برندهٔ ۴ مدال طلا شده‌است.